# غويليرمي دي فاسكونسيلوس آبرو
غويليرمي دي فاسكونسيلوس آبرو (بالبرتغالية: Guilherme de Vasconcelos Abreu‏) هو جغرافي وكاتب وعسكري برتغالي، ولد في 1842 في قلمرية في البرتغال، وتوفي في 1917.